# Aemilia (traça)
Aemilia é um gênero de traça pertencente à família Arctiidae.

## Espécies
- Aemilia affinis (Rothschild, 1909)
- Aemilia asignata Hampson, 1901
- Aemilia castanea Joicey & Talbot, 1916
- Aemilia crassa (Walker, [1865])
- Aemilia fanum (Druce, 1900)
- Aemilia melanchra Schaus, 1905
- Aemilia mincosa[1](Druce, 1906)
- Aemilia ockendeni (Rothschild, 1909)
- Aemilia pagana (Schaus, 1894)
- Aemilia peropaca (Seitz, 1920)
- Aemilia rubriplaga (Walker, 1855)
- Aemilia tabaconas (Joicey & Talbot, 1916)
- Aemilia testudo Hampson, 1901